# Dasygaster cressigenes
Dasygaster cressigenes là một loài bướm đêm trong họ Noctuidae.